# Zorlu Center
Lo Zorlu Center è un complesso multiuso situato nel quartiere Beşiktaş di Istanbul, in Turchia. Ospita un centro commerciale di lusso, un hotel a cinque stelle e un cinema, oltre a varie residenze e uffici. È inoltre sede dello Zorlu PSM, il più grande centro per le arti performative della Turchia.
Fu costruito tra il 2008 e il 2013 su progetto di Emre Arolat Architects e Tabanlıoğlu Architects all'incrocio del tratto europeo del Ponte sul Bosforo con il Boulevard Barbaros.
La struttura è costituita da un gruppo di quattro torri, una piazza pubblica, un complesso residenziale, un hotel e uno spazio per uffici. Il centro commerciale interno ospita oltre 200 negozi, in aggiunta a una quarantina tra caffè e ristoranti. Nel perimetro della struttura è compreso anche lo Zorlu PSM, composto da un teatro da 770 posti e da una sala concerti da 2 300.